# Jeff Cronenweth
Jeff Cronenweth, född 1962, är en amerikansk filmfotograf. Han har nominerats till en Oscar för bästa foto två gånger.

## Filmografi (i urval)
- 1999 – Fight Club
- 2002 – One Hour Photo
- 2002 – K-19: The Widowmaker
- 2003 – Down with Love
- 2010 – The Social Network
- 2011 – The Girl with the Dragon Tattoo
- 2012 – Hitchcock
- 2014 – Gone Girl
- 2021 – Att vara Ricardos
- 2025 – Tron: Ares